# Sciotodale
Sciotodale – jednostka osadnicza w Stanach Zjednoczonych, w stanie Ohio, w hrabstwie Scioto.